# 가지 스타디움

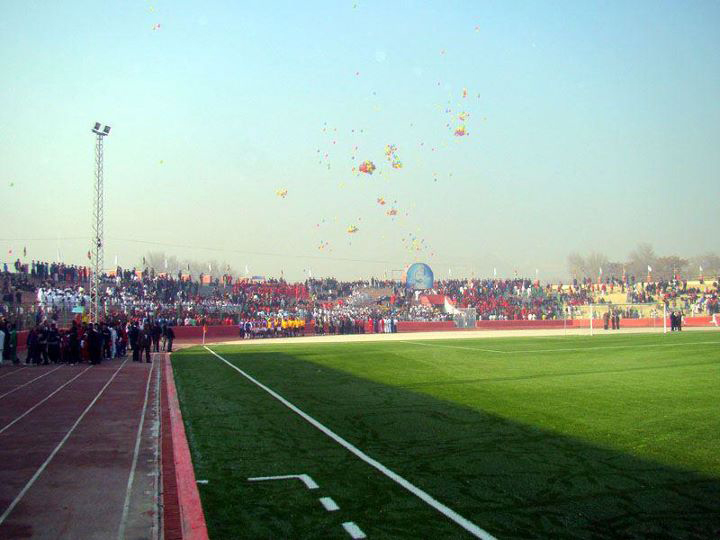
아프가니스탄 국립 경기장

가지 스타디움(파슈토어: غازي لوبغالی 가지 로브갈리)은 아프가니스탄 카불에 있는 다목적 경기장으로 아프가니스탄 축구 국가대표팀의 홈구장이다. 25,000명을 수용할 수 있다.
1923년 아프가니스탄 아마눌라 칸은 영국과의 전쟁에서 승리하고 독립을 지킬 수 있었던 것을 기념으로 가지 스타디움을 지었다. 첫 국제경기는 1941년 1월 1일에 열렸던 이란과의 친선경기로, 두 팀 모두 득점을 하지 못하고 무승부로 끝났다.
아시아축구연맹의 초기 멤버였던 아프가니스탄 축구 국가대표팀의 홈구장이었지만, 1979년 소련의 아프가니스탄 침공 이후 아프가니스탄 축구 국가대표팀은 활동을 멈출 수밖에 없었다. 탈레반이 아프가니스탄을 장악했을 때에는 가지 스타디움은 샤리아 법률을 어긴 사람들을 공개 처형하는 장소로 사용되었다.
2001년 탈레반 정권이 몰락한 이후에도 FIFA는 선수들의 신변보호를 위해 아프가니스탄 내에서의 축구 경기를 금지시키면서 2003년 투르크메니스탄과의 A매치 이후 2013년이 되어서야 가지 스타디움에서의 경기가 가능해졌다.
가지 스타디움 필드의 흙에는 처형된 사람들의 피가 너무나도 많이 스며들어 잔디를 기르려고 했으나 실패했고, 결국 아프가니스탄 정부는 5만 달러의 비용을 들여 50cm 가량의 흙을 파내고 다시 잔디를 심어야 했다.